# Oscar 1957
A 29ª cerimônia de entrega dos Academy Awards (ou Oscars 1957), apresentada pela Academia de Artes e Ciências Cinematográficas, premiou os melhores atores, técnicos e filmes de 1956 no dia 27 de março de 1957, e teve  como mestres de cerimônias Jerry Lewis (Hollywood) e Celeste Holm (Nova York).
O drama Around the World in 80 Days foi premiado na categoria de melhor filme.

## Indicados e vencedores
| Melhor Filme - Around the World in 80 Days - Friendly Persuasion - Giant - The King and I - The Ten Commandments | Melhor Diretor - George Stevens – Giant - Michael Anderson – Around the World in 80 Days - Walter Lang – The King and I - King Vidor – War and Peace - William Wyler – Friendly Persuasion                                                                           |
| Melhor Ator/Actor (Principal) - Yul Brynner – The King and I - James Dean – Giant - Kirk Douglas – Lust for Life - Rock Hudson – Giant - Laurence Olivier – Richard III                                                | Melhor Atriz/Actriz (Principal) - Ingrid Bergman – Anastasia - Carroll Baker – Baby Doll - Katharine Hepburn – The Rainmaker - Nancy Kelly – The Bad Seed - Deborah Kerr – The King and I                                                                            |
| Melhor Ator/Actor Coadjuvante/Secundário - Anthony Quinn – Lust for Life - Don Murray – Bus Stop - Anthony Perkins – Friendly Persuasion - Mickey Rooney – The Bold and the Brave - Robert Stack – Written on the Wind | Melhor Atriz/Actriz Coadjuvante/Secundária - Dorothy Malone – Written on the Wind - Mildred Dunnock – Baby Doll - Eileen Heckart – The Bad Seed - Mercedes McCambridge – Giant - Patty McCormack – The Bad Seed                                                      |
| Melhor Roteiro/Argumento - Original - Le Ballon rouge - The Bold and the Brave - Julie - La strada - The Ladykillers (1955)                                                                                            | Melhor Roteiro/Argumento - Adaptado - Around the World in 80 Days - Baby Doll - Friendly Persuasion - Giant - Lust for Life |
| Melhor História Original - The Brave One - The Eddy Duchin Story - High Society - The Proud and the Beautiful - Umberto D.                                                                                             | Melhor Filme Estrangeiro - La strada (Itália) - Der Hauptmann von Köpenick (1956) (Alemanha Ocidental) - Gervaise (França) - Biruma no Tategoto (Japão) - Qivitoq (Dinamarca)                                                                                        |
| Melhor Documentário em Longa-metragem - The Silent World - The Naked Eye - Where Mountains Float | Melhor Documentário em Curta-Metragem - The True Story of the Civil War - A City Decides - The Dark Wave - The House Without a Name - Man in Space |
| Melhor Curta-metragem em Uma Bobina - Crashing the Water Barrier - I Never Forget a Face - Time Stood Still | Melhor Curta-metragem em Duas Bobinas - The Bespoke Overcoat - Cow Dog - The Dark Wave - Samoa |
| Melhor Animação em Curta-metragem - Mister Magoo's Puddle Jumper - Gerald McBoing-Boing on Planet Moo - The Jay Walker                                                                                                 | Melhor Edição/Montagem - Around the World in 80 Days - The Brave One - Giant - Somebody Up There Likes Me - The Ten Commandments |
| Melhor Trilha Sonora/Banda Sonora/Comédia ou Drama - Around the World in 80 Days - Anastasia - Between Heaven and Hell - Giant - The Rainmaker                                                                         | Melhor Canção original - "Que Sera, Sera (Whatever Will Be, Will Be)" por The Man Who Knew Too Much - "Friendly Persuasion (Thee I Love)" por Friendly Persuasion - "Julie" por Julie - "True Love" por High Society - "Written on the Wind" por Written on the Wind |
| Melhor Trilha Sonora/Banda Sonora/Musical - The King and I - The Best Things in Life Are Free - The Eddy Duchin Story - High Society - Meet Me in Las Vegas                                                            | Melhor Mixagem/mistura de Som - The King and I - The Brave One - The Eddy Duchin Story - Friendly Persuasion - The Ten Commandments |
| Melhor Direção de Arte/Preto & Branco - Somebody Up There Likes Me - The Proud and Profane - Seven Samurai - The Solid Gold Cadillac - Teenage Rebel                                                                   | Melhor Direção de Arte/Colorido - The King and I - Around the World in 80 Days - Giant - Lust for Life - The Ten Commandments |
| Melhor Cinematografia/Fotografia/Preto & Branco - Somebody Up There Likes Me - Baby Doll - The Bad Seed - The Harder They Fall - Stagecoach to Fury                                                                    | Melhor Cinematografia/Fotografia/Colorido - Around the World in 80 Days - The Eddy Duchin Story - The King and I - The Ten Commandments - War and Peace |
| Melhor Figurino/Guarda-Roupa/Preto & Branco - The Solid Gold Cadillac - The Power and the Prize - The Proud and Profane - Seven Samurai - Teenage Rebel                                                                | Melhor Figurino/Guarda-Roupa/Colorido - The King and I - Around the World in 80 Days - Giant - The Ten Commandments - War and Peace |
| Melhores Efeitos Visuais - The Ten Commandments - Forbidden Planet | |

### Múltiplas indicações
- 10 indicações: Giant
- 9 indicações: The King and I
- 8 indicações: Around the World in 80 Days
- 7 indicações: The Ten Commandments
- 6 indicações: Friendly Persuasion
- 4 indicações: Baby Doll, The Bad Seed, The Eddy Duchin Story e Lust for Life
- 3 indicações: The Brave One, Somebody Up There Likes Me, War and Peace e Written on the Wind
- 2 indicações: Anastasia, The Bold and the Brave, The Dark Wave, High Society, Julie, La Strada, The Proud and Profane, The Rainmaker, The Seven Samurai, The Solid Gold Cadillac e Teenage Rebel